# 盖瑟礁
盖瑟礁（法語：Banc du Geyser或Banc du Geysir）是位于莫桑比克海峡东北部的一个大部分被水淹没的礁石，距离马约特岛东北约125公里，距离格洛里厄斯群岛西南约112公里，距离马达加斯加西北海岸约200公里。

## 概述
盖瑟礁是一个危险的椭圆形礁石，长约8公里，宽约5公里，只有在低潮时才会露出水面，除了礁石的南部有一些岩石结构。岩石的高度一般在1.5—3米之间；其中最高的是南岩，高达8米，形状类似一只扬帆的船。
在礁石的东部，有一些沙洲，海拔1—3米，上面覆盖着草和小灌木丛。可以从南东方向进入中央泻湖。这里有大量的海鸟，沙洲上覆盖着大量的鸟粪。
盖瑟礁西南约20公里处是位于水下的泽尔利浅滩。

## 历史
盖瑟礁最早由阿拉伯航海者在700年左右发现，并且在约800年的一些航海图上有所标注。大约在1650年，这个礁石在西班牙地图上被标注为“圣安东尼奥礁”。现名是在1678年12月23日，由一艘英国船只“盖瑟号”撞上该礁石时所命名的。
法国和科摩罗声称盖瑟礁属于它们的专属经济区。马达加斯加也声称该礁石为其领土。从法国的角度来看，这一浅滩属于格洛里厄斯群岛的专属经济区，格洛里厄斯群岛是法属印度洋诸岛之一。马达加斯加于1976年宣布将其纳入版图，可能是考虑到该地区也许存在石油资源，但实际上盖瑟礁由法国印度洋南区武装力量控制。
2012年，法国将该礁纳入格洛里厄斯群岛海洋自然公园，这是一个海洋保护区，旨在保护格洛里厄斯群岛的濒危动植物。